# Ото III фон Хадмерслебен
Ото III фон Хадмерслебен „Млади“ (на немски: Otto III zu Hadmersleben; † 1280) е благородник, господар на Хадмерслебен в Саксония-Анхалт.

## Произход
Той е син на Ото фон Хадмерслебен 'Стари' († 1275/1276) и съпругата му графиня Юта фон Бланкенбург († 6 юли 1265), дъщеря на граф Зигфрид III фон Бланкенбург († сл. 1283) и графиня Мехтилд фон Волденберг († 1265/1269). Брат е на Бодо фон Хадмерслебен († 13 февруари 1280) и Вернер I фон Хадмерслебен († сл. 1314), граф на Фридсбург, господар на Егелн. Той има незаконен брат Дитрих, каноник в Хадмерслебен.

## Фамилия
Ото III фон Хадмерслебен се жени сл. 28 май 1245 г. за принцеса София фон Анхалт († между 28 ноември 1272/15 януари 1274), вдовица на херцог Ото I фон Андекс от Мерания († 7 май 1234) и граф Зигфрид I фон Регенщайн († 12 март 1240/1245), дъщеря на княз Хайнрих I фон Анхалт-Ашерслебен († 1251/ 1252) и ландграфиня Ирмгард от Тюрингия († ок. 1244). Те имат двама сина:
- Гардун фон Хадмерслебен († 1335), женен пр. 1300 г. за графиня Лутгардис фон Регенщайн († 7 септември 1321), дъщеря на граф Албрехт I фон Регенщайн († 1284/1286) и София фон Липе († 9 януари 1290); имат 4 сина
- Ото фон Хадмерслебен († сл. 1293)